# Ожево (Ленінградська область)
Ожево (рос. Ожево) — присілок у Лузькому районі Ленінградської області Російської Федерації.
Населення становить 13 осіб. Належить до муніципального утворення Осьминське сільське поселення.

## Історія
Згідно із законом від 28 вересня 2004 року № 65-оз належить до муніципального утворення Осьминське сільське поселення.

## Населення
| 1838 | 1862 | 1885 | 1928 | 1965 | 1997 | 2007 |
| ---- | ---- | ---- | ---- | ---- | ---- | ---- |
| 277  | ↗312 | ↗345 | ↘344 | ↘23  | ↘12  | ↘4   |
| 2010 |      |      |      |      |      |      |
| ↗13  |      |      |      |      |      |      |